# Ölkofra saga
Die Ölkofra saga (anderer Titel: Die Erzählung von Thórhall Biermütze) gehört zu den kürzesten Isländersagas, weswegen sie auch als þáttr (Geschichte) bezeichnet wird. Vermutlich wurde sie im 13. Jahrhundert verfasst.

## Überlieferung
Die Saga ist in der Möðruvallabók um 1340 überliefert.

## Inhalt
Die Geschichte spielt auf dem Allthing im Südwesten von Island. Wegen einer Unaufmerksamkeit des Bierverkäufers Thórhall Ölkofri bricht Feuer aus, dem ein Wald, der sechs mächtigen Goden gehört, zum Opfer fällt. Diese erheben daraufhin auf dem Allthing Anklage gegen Ölkofri, der verzweifelt Hilfe bei den anderen Besuchern des Allthings sucht. Als er von Thorstein Sidu-Hallsson abgewiesen wird, trifft er dort auf dessen Schwager Broddi Bjarnason, der sich aus Mitgefühl seiner Rechtssache annimmt und diese mit Hilfe von Thorstein für Ölkofri zu einem guten Ende bringt. Im letzten Kapitel geht es dann um die Wiederherstellung der ursprünglich freundschaftlichen Beziehungen zwischen den Familien von Broddi Bjarnason und Thorkell Geitisson.

## Charaktere
Ölkofri ist ein Antiheld. Obwohl Opfer unglücklicher Umstände ist er eine komische Figur, bei Personen aus den unteren Schichten in den Isländersagas kein Einzelfall. Zwar ist die Saga nach ihm benannt, dennoch ist nicht er die Hauptfigur, sondern nur der Auslöser für die Handlung, deren eigentlicher Held Broddi Bjarnason, einer aus der Oberschicht ist, der in den Mittelpunkt des Geschehens rückt.

## Bezug zu anderen Islandsagas
Die Ölkofra saga gilt als Quelle für die Bandamanna saga, zu der sie einige Parallelen aufweist (eine zweifelhafte Rechtssache, die auf dem Allthing ausgetragen wird, ein Bündnis zwischen Goden, die gemeinsam die Anklage führen, der Urteilsspruch, mit dem der Angeklagte gerettet und die Kläger lächerlich gemacht werden etc.). Alle wichtigen Figuren, ausgenommen der Titelheld Ölkofri, sind entweder aus der Familie der Möðrvellingar oder der Krossvíkingar und tauchen auch in anderen Sagas auf, so z. B. der Gode Guðmundr ríki Eyjólfsson aus der Familie der Möðrvellingar in der Ljósvetninga saga, der Valla-Ljóts saga oder Brennu Njáls saga. Ein schwerer Konflikt zwischen den Vorfahren von Broddi Bjarnason und Thorkell Geitisson ist außerdem Thema der Vápnfirðinga saga.

## Übersetzungen
- Die Erzählung von Thórhall Biermütze, in: Klaus Böldl, Andreas Vollmer, Julia Zernack (Hrsg.): Die Isländersagas in 4 Bänden mit einem Begleitband. Fischer Verlag, Frankfurt am Main 2011, ISBN 978-3-10-007629-8. Bd. 3, S. 371–381.

## Sekundärliteratur
- Jónas Kristjánsson, Eddas und Sagas. Die mittelalterliche Literatur Islands. Übertragen von Magnús Pétursson und Astrid van Nahl, H. Buske, Hamburg, 1994, S. 240.
- Claudia Müller, Erzähltes Wissen. Die Isländersagas in der Möðruvallabók (AM 132 fol.) (= Texte und Untersuchungen zur Germanistik und zur Skandinavistik, Bd. 47; zugl. Bonn, Univ.Diss., 1999), P. Lang, Frankfurt am Main, 2001.